# Lily Aldrin
Lily Aldrin (Nova York, Estados Unidos, 24 de março de 1978) é uma personagem fictícia da série de televisão How I Met Your Mother da CBS. Lily é interpretada pela atriz Alyson Hannigan. Ela é casada com Marshall Eriksen e é a melhor amiga de Ted Mosby, Robin Scherbatsky e Barney Stinson. Lily é professora de jardim de infância e pintora amadora. Na oitava temporada, ela consegue um emprego como consultora de arte. Lily também é a única integrante do elenco principal da série que não apareceu em todos os episódios, porque Alyson Hannigan se despediu após dar à luz em seu primeiro filho.

## Biografia
Lily é uma das personagens principais da série e é de Nova Iorque. Conheceu Ted Mosby e Marshall Eriksen em seu primeiro ano na Universidade Wesleyan. Lily sempre quis ser uma pintora reconhecida, mas isso não acabou por acontecer. Lutou pelo seu sonho, ao ponto de abandonar Marshall Eriksen para ir para San Francisco, com vista de concretizar o seu sonho, mas acabou por reconhecer que foi um tremendo erro e voltou para Nova Iorque, onde viria a casar, ter uma casa e filhos. Trabalha como educadora numa escola pré-primária.

## Casting
O criador da série Craig Thomas explicou que ele baseou Marshall e Lily em si mesmo e em sua esposa Rebecca. Rebecca ficou chateada depois de saber disso, mas (como ela é fã de Buffy the Vampire Slayer) foi consolada quando Alyson Hannigan foi colocada no papel. Hannigan estava procurando fazer mais trabalhos de comédia depois de ter trabalhado na franquia American Pie e estava disponível para a série.

## História
Lily conheceu Marshall e Ted na universidade, e apaixonou-se por Marshall, com quem se vira a casar futuramente. Ela e Robin Scherbatsky são melhores amigas.
Lily viveu durante anos com Ted Mosby e Marshall Eriksen.
Sonhava ser uma pintora de renome, mas não conseguiu concretizar esse sonho, acabando por trabalhar como educadora pré-primária e pintando apenas nos tempos livres. Depois de muito tempo a viver com Ted, ela e Marshall decidem comprar uma casa só para eles e construir a sua própria família. Essa casa possuía um piso tortuoso, o que fez com que tivessem de pagar muito dinheiro para consertá-lo, mas após algum tempo voltam ao antigo apartamento que é dado a eles por Ted e lá montam sua nova família. É ponderada e é, geralmente, a pessoa a quem mais o grupo recorre para pedir conselhos. Ela é também a primeira a quem Ted conta as suas peripécias e ela é péssima em guardar segredos. Para além disto, é a mediadora dos conflitos de opiniões entre Ted, Robin, Barney e Marshall. Lily tem três filhos com Marshall: Marvin, Daisy e um terceiro filho(a) cujo nome não é revelado na série. Lily termina a série como consultora de arte, tendo na nona e última temporada ido por um ano à Itália com Marshall por conta de seu emprego.